# Aladdin (Gade)
Aladdin is toneelmuziek geschreven door Niels Gade. Het toneelstuk zelf is van Adam Oehlenschläger.
Gades muziek bij/voor Aladdin is volledig ondergesneeuwd door de latere gelijknamige werken van Christian Horneman (1867) en Carl Nielsen (1919) en met name van die laatste. In april/mei 1839 werden een aantal voorstellingen gegeven van Aladdin in Det Kongelige Teater, onbekend is of de muziek van Gade daar ten gehore werd gebracht. 